# Sobrepeso
Sobrepeso est un groupe équatorien de rock progressif, originaire de Cuenca.

## Histoire
Leur première participation à un festival international a lieu le 14 février 1999 au Pululahua, Rock desde el Volcán, aux côtés de Virus, La Dosis, Man Ray, Dogma Sinaca, Los de Adentro, Muscaria, Girasoules et Basca. À Cuenca, ils sont invités à faire la première partie de la tournée internationale Clandestino de Manu Chao, en mai 2000.
Sobrepeso participe également à la bande originale du film Ratas, ratones y rateros du réalisateur Sebastián Cordero (1999) avec les titres Fin de milenio et Vasija de barro (chanson originale de 1950).
Fin 2005, Sobrepeso sort son deuxième album, Anorexia, sous le label discographique indépendant El Círculo Musical Records, dans la ville de Cuenca. L'album est enregistré et mixé à Cuenca et Quito par Nacho Freire et Renato Zamora, et masterisé par Andrés Mayo à Buenos Aires, en Argentine.
Après la sortie d'Anorexia, qui n'a pas la même promotion ni le même accueil que leur premier album, Sobrepeso annonce en 2005 leur séparation, malgré laquelle ils se produisent sporadiquement, comme leur participation au Quito Fest en 2011 et 2014.

## Membres
- Renato Zamora – guitare, voix
- Eduardo Heredia – batterie
- Hugo Castillo – basse
- Santiago Muñoz – voix

## Discographie
- 1996 : La Ruleta
- 2005 : Anorexia